# Coelotes tonakiensis
Coelotes tonakiensis är en spindelart som beskrevs av Matsuei Shimojana 2000. Coelotes tonakiensis ingår i släktet Coelotes och familjen mörkerspindlar. Inga underarter finns listade i Catalogue of Life.